# Münchner Volkshochschule
Die Münchner Volkshochschule GmbH, Akademie für Erwachsenenbildung (MVHS) ist die größte Volkshochschule Deutschlands und entstand Ende des 19. Jahrhunderts. Ihr Programm für die Landeshauptstadt München und die Gemeinde Grünwald im Süden Münchens umfasst jährlich rund 18.000 Kurse, Seminare, Workshops, Vorträge, Symposien, Exkursionen, (Städte-)Führungen, Ausstellungen, Studienreisen, Foren und Kulturveranstaltungen, die ca. 270.000 Teilnahmen verzeichnen (Stand: Jan. 2020).
Die MVHS ist als Kooperationspartner von Vereinen, kirchlichen, städtischen wie staatlichen Institutionen  eine zentrale Instanz für Wissensvermittlung zwischen Akteuren aus Wissenschaft, Bildung, Soziales, Politik, Kunst und Kultur und den Bürgern Münchens.

## Programmbereiche
Das Programm gliedert sich in folgende Programmbereiche:

### Offene Akademie
Im Mittelpunkt stehen hier der öffentliche Diskurs und Wissenstransfer in den Bereichen Kultur, (Stadt-)Politik und Wissenschaft mit Podiumsdiskussionen, Symposien, Zwiegesprächen, Vorträgen, Lesungen, Kulturveranstaltungen und Ausstellungen der Aspekte Galerie. Die Offene Akademie sieht sich als Forum, das Fragen behandelt, die jeden betreffen und gibt damit auch  Impulse für die Münchner Stadtkultur und -politik, indem sie relevante Themen aufgreift, diskutiert und vertieft.

### Mensch, Gesellschaft, Politik
Hier finden sich Angebote zu Politik und Gesellschaft, Stadtviertelthemen (Innenstadt), Philosophie, Religionen, Psychologie, Lernen und Gedächtnis, Studium Generale und MVHS unterwegs.

### Gesundheit, Ernährung und Kochkultur
Dieser Programmbereich gliedert sich in die Bereiche Gesundheit informativ, Gesundheit aktiv, Gesundheit aktiv für Senioren sowie Kochkultur und Ernährungswissen.
Die MVHS ist im Bereich der Gesundheitsbildung mit über 2.000 Veranstaltungen jährlich bundesweit der größte Anbieter von Präventionskursen und Informationsveranstaltungen zu Gesundheitsthemen. Dieser Bereich ist in zwei Fachgebiete aufgeteilt: Gesundheit aktiv und Gesundheit informativ. In beiden Fachgebieten werden auch Themen für die Zielgruppe 50plus und Senioren angeboten. Das Fachgebiet Gesundheit aktiv bietet Kurse und offene Programme in Gymnastik und Fitness, Bewegung und Körpererfahrung sowie Stressreduktion und Entspannung. Das Fachgebiet Gesundheit informativ bietet ca. 200 Vorträge jährlich mit Themen von A bis Z an. In den Gesundheitsforen „Mit Ärzten im Gespräch“ können Interessenten  Fachärzten und Experten des jeweiligen medizinischen Fachgebietes ihre persönlichen Fragen stellen.
Das Fachgebiet Kochkultur und Ernährungswissen bietet in ca. 500 Veranstaltungen jährlich Kochkurse für Einsteiger, Gourmets, regionale wie internationale Küche sowie Kochevents und Weinkurse.
Die Umweltbildung findet schwerpunktmäßig im Ökologischen Bildungszentrum (ÖBZ) statt. Dies ist ein Teilbetrieb der MVHS, der zur anderen Hälfte vom Münchner Umweltzentrum bespielt wird.

### Kultur, Kunst, Kreativität
Etwa ein Viertel aller Teilnehmer der Münchner Volkshochschule (ca. 50.000 jährlich) nehmen Angebote des Programmbereichs Kultur-Kunst-Kreativität wahr. Mit über 4.000 Angeboten jährlich ist er – gemessen an der Veranstaltungszahl – der größte Programmbereich der MVHS.
Die Fachgebiete Bildende Kunst, Literatur, Wort & Text – Schreibwerkstatt (kreatives Schreiben), Musikverständnis, Musizieren, MusikPodium, MVHS unterwegs, MVHS im Museum, Führungsnetz, Kunst- und Kulturgeschichte, Aspekte Galerie, Fotografie und Video/Film, Filmverständnis, Theater, Tanz, Mode und textiles Gestalten bieten in Seminaren, Werkstätten, Vorträgen, Exkursionen und Studienreisen eine  Auseinandersetzung mit der Kultur in Theorie und Praxis – für interessierte Einsteiger, für Fortgeschrittene und auch für  ambitionierte Teilnehmer, die in besonderen Projekten oder Jahreslehrgängen ihre künstlerischen Fähigkeiten individuell entfalten und weiterentwickeln.
Die Angebote des Programmbereichs Kultur-Kunst-Kreativität werden in Ateliers veranstaltet, die als professionell ausgestattete Fachräume über das  Stadtgebiet Münchens verteilt sind. Deren Zuschnitt und Ausstattung entsprechen den besonderen Erfordernissen der jeweiligen Arbeits- oder Kulturtechnik.
Ein herausragender Ort für künstlerisches Arbeiten sind die Ateliers der MVHS in der Frohschammerstr. 14, wo eigene Ateliers für großformatige Malerei, Metallarbeiten, Holz- und Steinbildhauerei, Keramik, Druckgrafik und Drucktechniken in ehemaligen Werkhallen untergebracht sind.
Das Münchner Kulturzentrum Gasteig wird renoviert. Das Interimsquartier ist das HP8 in Sendling.

### Sprachen
Das Sprachangebot der Münchner Volkshochschule umfasst neben Englisch, Französisch, Spanisch, Portugiesisch und Italienisch 53 weitere, seltener gelernte Sprachen. Darunter finden sich neben den Weltsprachen Russisch, Chinesisch, Arabisch, Japanisch ebenso Sprachangebote zu Albanisch, Hebräisch, Polnisch, Jiddisch, Irisch, Hindi oder Vietnamesisch.

### Weiterbildung und Beruf
Das Spektrum reicht von Weiterbildung für Firmen, über Immobilien, Vorsorge, Geld, kaufmännische und betriebswirtschaftliche Kompetenzen, Schreibtechniken, Kommunikation und Führungskompetenzen, Rhetorik, Informationstechnik bis hin zu Internet und Multimedia.

### Deutsch und Integration
Mit den Deutsch-Integrationskursen wendet sich die MVHS an Zuwanderer und deren Familienangehörige. Sie bietet allgemeine Integrationskurse (A1 bis B1) sowie besondere Integrationskurse mit Alphabetisierung für Frauen und Jugendliche an.
Deutschkurse umfassen Intensiv- und Standardkurse vom Sprachniveau A1  bis C2. Deutschprüfungen und Prüfungstrainings auf allen Sprachniveaus und der Einbürgerungstest ergänzen das Kursprogramm.
Der Bereich Alphabetisierung und Grundbildung richtet sich an Menschen, die ihre Kenntnisse im Lesen und Schreiben verbessern möchten. Neben gebührenfreien Kursen und offenen Lernwerkstätten sind auch  Grundbildungskurse im Bereich Englisch, PC, Rechnen und Finanzen sowie Vorträge in einfacher Sprache im Angebot.

### Haus Buchenried

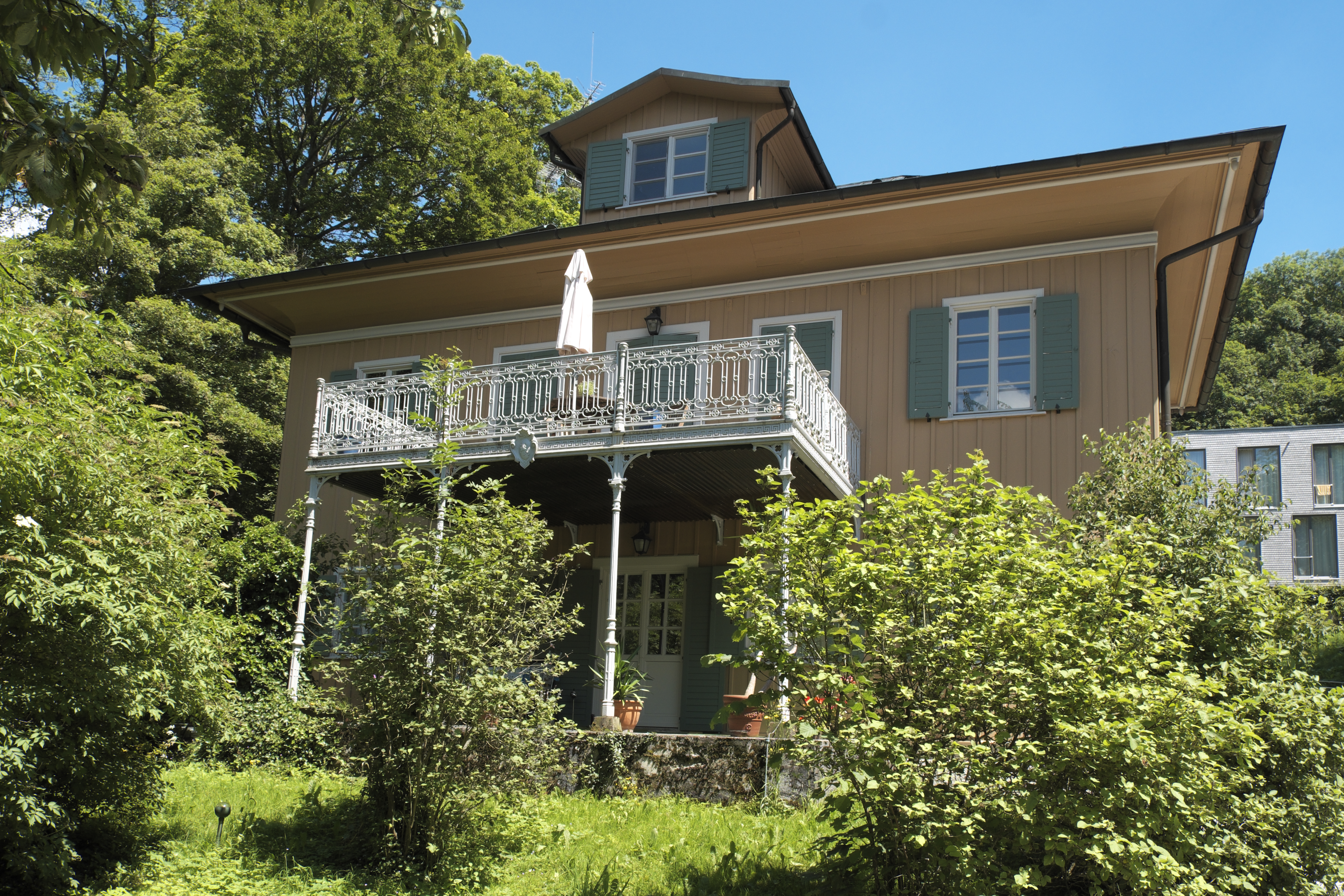
Villa Hackländer, ein Teil von Haus Buchenried (dahinter der Neubau)

Hierbei handelt es sich um das Bildungs- und Seminarzentrum der MVHS in Leoni (Gemeinde Berg) am Ostufer des Starnberger Sees für Tagungen, Wochen- und Wochenendseminare aus allen Programmbereichen der MVHS – mit Gästehäusern und Gastronomie zur Unterbringung und Verpflegung der Teilnehmenden. Im Auftrag der MVHS recherchierte die Kulturhistorikerin Ingvild Richardsen die Geschichte des Hauses, woraus 2023 die Publikation Haus Buchenried 1827 bis 1953. Ein Betrag zur Geschichte der Münchner Volkshochschule hervorging. Siehe auch: Villa Hackländer

## Zielgruppenangebote

### Barrierefrei lernen
Mit diesem Bildungsangebot wendet sich die Münchner Volkshochschule an  Menschen mit und ohne Behinderung, die auf andere Weise lernen wollen bzw. müssen. Im Unterschied von den regulären MVHS-Angeboten, können hier die Teilnehmer in kleinen Lerngruppen ihr Lerntempo selbst bestimmen. Da ein großer Teil der Dozenten selbst eine Behinderung hat, können diese mit ihrem eigenen Erfahrungshintergrund die Teilnehmenden  unterstützen, um ihr  persönliches Lernziel zu erreichen.
Dabei können  auch Menschen teilnehmen, die  nicht behindert sind,  aber Kompetenzen für Hilfestellungen und Integration erwerben möchten, damit sie im Zusammenleben mit Menschen mit Behinderung gute Partner sind.
Letztlich sollen in den Angeboten durch das gemeinsame Lernen und Erleben  bestehende Schranken und Hürden im Alltag abgebaut werden, indem zum Beispiel Hilfen zum selbständigen Leben vermittelt werden oder die Gebärdensprache auch von Hörenden erlernt wird.

### Seniorenvolkshochschule
Hier stehen Lern- und Handlungsfelder im Mittelpunkt, die  für ältere Menschen interessant sind, denn lebensbegleitendes Lernen ist ein  Element der Bildungsarbeit an der Münchner Volkshochschule.
Das Bildungsprogramm fördert das „aktive Altern“ im Sinne der WHO (Weltgesundheitsorganisation): Die zentralen Ziele sind hier, das geistige, psychische und soziale Wohlbefinden sowie Engagement und Freude zu fördern und dabei die körperliche Gesundheit zu erhalten.

### Jugend und Ausbildung
Die Junge Volkshochschule wendet sich an Jugendliche und junge Erwachsene. Junge Leute können aus über 70 Veranstaltungen in den Bereichen Kunst, Sprachen, Mode, Musik, Kochen, Medien, Politik oder Beruf auswählen. Das  Lernstudio bietet neben Lernhilfen Kurse zu Prüfungsvorbereitungen.
In allen Angeboten besteht für junge Leute die Möglichkeit, sich mit Gleichaltrigen zusammen auszuprobieren und Neues zu entdecken. Alle Veranstaltungen der Jungen Volkshochschule werden preislich deutlich reduziert angeboten.
Auch gibt es ein eigenes Programm für Jugendliche mit Migrationshintergrund, die über geringe Deutschkenntnisse verfügen, ihre Freizeit sinnvoll gestalten wollen oder einen Schulabschluss anstreben. Das Angebot reicht von der Berufsberatung, über Lernhilfen bis hin zu Kletterkursen.

#### Projekt „Starten statt Warten“
Dieses Projekt wendet sich an junge Menschen mit Migrationshintergrund, die einen Hauptschulabschluss nachholen wollen. Auch hier sind gute Deutschkenntnisse eine  Voraussetzung, wobei die Teilnehmenden durch den Bereich Deutsch als Zweitsprache eine zusätzliche Förderung erhalten. Darüber hinaus werden hier auch noch berufsbezogene Grundqualifikationen erworben.

#### Projekt FLÜB&S – Flüchtlinge in Beruf und Schule
Im Projekt FLÜB&S haben minderjährige Flüchtlinge durch Bildungsmaßnahmen die Möglichkeit, am Ende einen Hauptschulabschluss oder einen qualifizierenden Schulabschluss zu erwerben. Hierfür erhalten sie eine besondere Förderung in Deutsch als Zweitsprache und werden bei Entwicklung beruflicher Perspektiven sowie bei der Bewerbung um eine Ausbildungsstelle unterstützt.
Schließlich bietet die Münchner Volkshochschule auch ein Angebot für Kinder und Familien.

## Ziele
Die Münchner Volkshochschule als kommunales Weiterbildungszentrum der Stadt München sieht sich der Aufgabe verpflichtet, lebenslanges Lernen zu unterstützen. Dabei will sie auch zweite Bildungschancen sowie Übergänge zwischen den Bildungsbereichen ermöglichen. Ihr Programm gründet auf einem Grundangebot, reagiert aber auch in wechselnden Kooperationen und Partnerschaften auf neue Anforderungen. Die VHS ist parteipolitisch und weltanschaulich unabhängig und ist offen für Menschen aller sozialen Schichten, Milieus, Nationalitäten, Religionen, kulturellen Orientierungen und Altersgruppen. Das Bildungsarbeit steht in der Tradition der Aufklärung und des humanistischen Bildungsdenkens.

## Geschichte

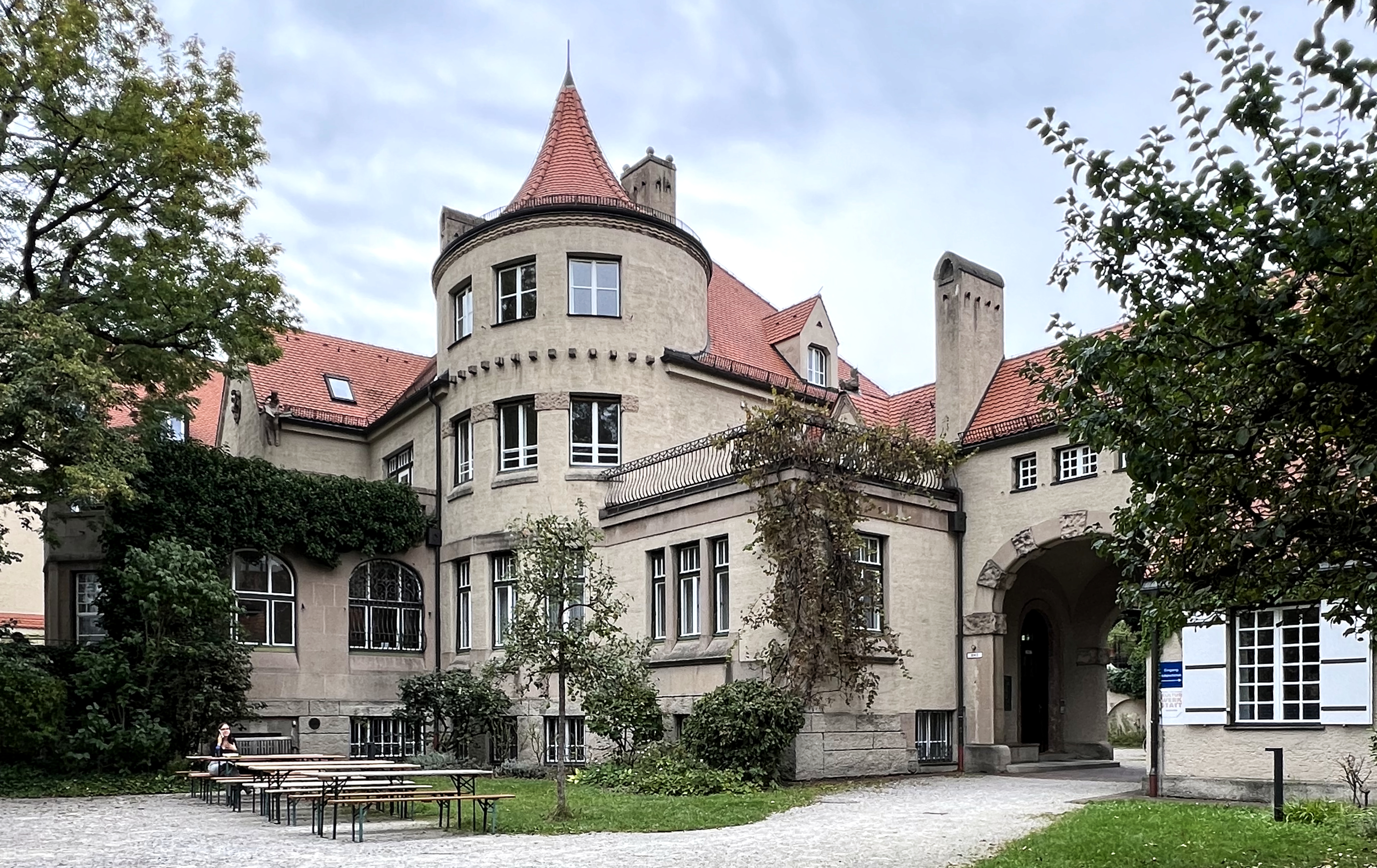
Die MVHS ist in allen Münchner Stadtteilen vertreten, wie hier in der Seidlvilla in Schwabing

Der „Volks-Hochschul-Verein München e. V.“ wurde 1896 ins Leben gerufen und gilt als Vorläufer der Münchner Volkshochschule. Zehn Jahre später wurden dann die „Akademischen Arbeiterkurse e. V.“ gegründet. Schließlich vereinigten sich beide Vereine 1923 zur „Volkshochschule München e. V.“
Im Isartor, wo heute das Valentin-Musäum untergebracht ist, wurde die erste Geschäftsstelle eingerichtet und 1930 im Sommerlehrgang 100 Veranstaltungen mit 90 Dozenten angeboten. Dabei konnte auch Englisch, Französisch, Italienisch, Spanisch und Ungarisch gelernt werden.
Zu jener Zeit bestand schon ein „Frauenprogramm“, das zehn Kurse umfasste und die Not und Tradition der Zeit widerspiegelte: „Die Frau als Herrscherin in Haus und Küche“, „Wie erhalte ich mir trotz sparsamster Wirtschaftsführung meine Lebensfreude?“ oder „Die Frau als seelischer Mittelpunkt des Hauses“. Solche Titel wurden damals  stark nachgefragt.
1933 war die „Volkshochschule München e. V.“ der „Hauptstadt der Bewegung“  die erste Volkshochschule Deutschlands, die sich in den Dienst des NS-Staates stellte. Doch dies konnte nicht die Gleichschaltung und die damit verbundene Auflösung der Volkshochschule abwenden.
Nach dem Ende des Zweiten Weltkriegs wurde im Frühjahr 1946 mit dem Segen der amerikanischen Militärregierung die „Münchner Volkshochschule“ gegründet. So wurde der erste Lehrplan der MVHS mit 130 Angeboten noch von der amerikanischen Militärbehörde am 3. April 1946 genehmigt. Zu den Gründervätern der Münchner Volkshochschule zählten damals der Oberbürgermeister Münchens Karl Scharnagl, der zweite Bürgermeister Thomas Wimmer, der Stadtbibliotheksdirektor  Hans Ludwig Held sowie der Stadtschulrat Anton Fingerle, die mit knapp 100 Dozenten das Programm gestalteten. Das Kursangebot blieb bis Ende der 1950er Jahre eher bescheiden.
Ein wichtiger Schritt für die Münchner Volkshochschule war der Erwerb des Hauses Buchenried in Leoni am Ostufer des Starnberger Sees im Jahre 1953, das seither als fester Lernort für Tagungen, Wochen- und Wochenendveranstaltungen dient – mit Gästehäusern und Gastronomie zur Unterbringung und Verpflegung der Teilnehmenden.
Erst 1960 konnte die MVHS in eigene Räume umziehen. Zuvor war sie in Büros des Neuen Rathauses untergebracht. Ihre erste eigene Geschäftsstelle war nun in der Rheinbergerstraße in der Nähe des Odeonsplatzes. Zugleich wurde Anfang der 1960er Jahre in Westdeutschland infolge des Sputnikschocks verstärkt auf Bildung gesetzt, was sich auch auf die Münchner Volkshochschule auswirkte: Das Bildungsangebot wurde in allen Programmbereichen – ausgehend von Teilnehmerbedürfnissen – schrittweise über die nächsten Jahrzehnte ausgeweitet und verbessert. Neben der Expansion von kultureller, politischer, sprachlicher, gesundheitlicher und beruflicher Bildung wurden in den folgenden Jahrzehnten auch spezielle Zielgruppenangebote entwickelt: für Senioren, Jugendliche, Menschen mit Migrationshintergrund und Jugendliche.
In den 1970er Jahren eröffnete die Münchner Volkshochschule nach den Olympischen Spielen 1973 im Olympiapark den Gesundheitspark, der fortan als Zentrum für ganzheitliche Gesundheitsförderung wichtige Impulse für die Gesundheitsbildung gab. 1977 ging die Münchner Volkshochschule erneut neue Wege, indem sie ihre Veranstaltungen von nun an bürgernah auch in den verschiedenen Münchner Stadtteilen anbot. Die erste Außenstelle wurde in Aubing eröffnet – vier Stadtbereichszentren im Münchner Norden, Süden, Westen und Osten mit über 17 Außenstellen folgten. 2009 wurde wieder eine neue Außenstelle im Neuhauser Trafo in der Nymphenburger Straße in der Nähe des Rotkreuzplatzes eröffnet – weitere sollen in den nächsten Jahren folgen. Die Münchner Volkshochschule plant und organisiert auch das Volkshochschulprogramm für die Gemeinde Grünwald südlich von München.
In den 1980er Jahren brachte der Einzug der Münchner Volkshochschule in das neue Kulturzentrum – den Gasteig – in Münchens Stadtteil Haidhausen einen besonderen Schub für die MVHS, so dass sie infolgedessen die größte städtische Erwachsenenbildungseinrichtung Deutschlands und Europas wurde. Auch wurden Kinderbetreuungsangebote an der Münchner Volkshochschule eingerichtet, die eine kostenfreie Betreuung von 2- bis 6-jährigen Kindern bieten, während die Eltern oder ein Elternteil eine Veranstaltung der MVHS besucht – die Veranstaltungen sind im Programm mit einem entsprechenden Symbol gekennzeichnet.
1994 wurde die MVHS  in eine gemeinnützige GmbH umgewandelt, deren Gesellschafterin die Landeshauptstadt München ist und in deren Aufsichtsrat Münchens Oberbürgermeister Christian Ude den Vorsitz übernahm. 1997 wurde  der Verein der Förderer und Freunde der MVHS e. V. gegründet, um die Bildungsarbeit der Münchner Volkshochschule nachhaltig zu unterstützen. Er fördert Projekte, mit denen neue Milieus oder Zielgruppen angesprochen werden oder finanziert Forschungsvorhaben.
Im  Juli 2001 wurde das Ökologische Bildungszentrum (ÖBZ) eröffnet. Seither finden in diesem Umweltbildungszentrum im Münchner Osten Veranstaltungen zur klassischen Umweltbildung statt ebenso wie Angebote zur zukunftsfähigen Großstadtentwicklung oder zu gesellschaftlichen Herausforderungen durch globale, wirtschaftliche, technische und wirtschaftliche Entwicklungen.
2013 wurde die Sanierung von Haus Buchenried fertig gestellt. Das Seminar- und Tagungszentrum am Starnberger See war seit 2009 von der Landeshauptstadt München und der Münchner Volkshochschule grundlegend saniert und erweitert worden.
Im März 2017 wurde das neue Bildungszentrum im „Einstein“ nahe dem Max-Weber-Platz in der Einsteinstraße 28 eröffnet.  Zwei Veranstaltungssäle, mehr als  60 Unterrichtsräume, Gesundheitsräume, das Kinderhaus, bieten  Platz, Licht und Luft, das Café „Über den Tellerrand“  sowie einen  Campus.
Im Programmjahr 2019, dem letzten vor der Corona-Pandemie, verbuchte die Münchner Volkshochschule 270.000 Teilnahmen in rd. 18.000 durchgeführten Veranstaltungen. Das sind ca. 3 Millionen Besuche im Jahr. Im Lockdown im Frühjahr 2020 wurden viele Kurse in Online-Formate umgewandelt. 2020 lernten mehr als 55.000 Teilnehmende in Präsenz, mehr als 13.000 Teilnehmenden online.
Das Stadtteilzentrum Bogenhausen wurde nach 1,5 Jahren der Renovierung neu eröffnet.
Im Jahr 2022 eröffnete ein neuer Standort in Ramersdorf.

## Partner und Kooperationen
Die Münchner Volkshochschule kooperiert mit:
- Arbeit und Leben (eine Arbeitsgemeinschaft)
- Bayerische Staatsgemäldesammlungen
- Bayerisches Staatsballett
- Bernhard Assekuranz
- Bundesamt für Migration und Flüchtlinge
- Charta der Vielfalt
- Filmfest München
- FOM – Hochschule für Oekonomie und Management
- Gasteig
- Guardini90
- Hochschule für angewandte Wissenschaften München
- Initiative Energieeffizienz- und Klimaschutz-Netzwerke
- Institut für Zeitgeschichte
- Israelitische Kultusgemeinde München und Oberbayern
- Katholische Stiftungshochschule München
- Kultur in Hadern
- Kulturreferat der LH München und andere Referate der Landeshauptstadt
- Städtische Galerie im Lenbachhaus
- Ludwig-Maximilians-Universität München
- Münchner Kammerspiele
- Münchner Philharmoniker
- Münchner Stadtmuseum
- Museum Fünf Kontinente
- Pasinger Fabrik
- Schauburg (München)
- Stadtarchiv München
- Stadtwerke München
- Stiftung Pfennigparade

## Standorte
Die Münchner Volkshochschule hat über dreißig eigene Standorte. In allen Stadtbereichen (Mitte, Nord, Süd, West, Ost und Grünwald) findet ein Querschnittsprogramm statt, das in  Abstimmung mit den Stadtbereichsleitern von den Fachgebieten der verschiedenen Programmbereiche geplant wird. So gibt die Münchner Volkshochschule durch Bildungsangebote vor Ort  Impulse für die Entwicklung der Münchner Stadtgebiete.

### Innenstadt
- Bildungszentrum Einstein 28
- Sprachenzentrum Orleans 34
- Gasteig und Gasteig HP8
- Kurszentrum Landwehrstraße 32a

### Stadtbereich Nord
- Stadtbereichszentrum Nord Am Hart
- MVHS am Scheidplatz
- Seidlvilla Schwabing
- Stadtteilzentrum Hasenbergl-Nordhaide im Kulturzentrum 2411
- Stadtteilzentrum Freimann
- MVHS in Moosach
- Ateliers der MVHS in Milbertshofen

### Stadtbereich Süd
- Stadtbereichszentrum Süd am Harras
- Stadtteilzentrum Fürstenried-Ost
- Stadtteilzentrum Hadern und Stadtteilkulturzentrum Guardini90
- Stadtteilzentrum Obersendling

### Stadtbereich Ost
- MVHS in Ramersdorf
- Stadtteilzentrum Bogenhausen
- Stadtteilzentrum Neuperlach-Süd
- Stadtteilzentrum Riem
- Programm Grünwald
- Ökologisches Bildungszentrum München (ÖBZ)

### Stadtbereich West
- Stadtbereichszentrum West in Pasing
- Stadtteilzentrum Allach-Untermenzing
- Stadtteilzentrum Laim
- Stadtteilzentrum Neuhausen

### Haus Buchenried
- Haus Buchenried, Berg-Leoni am Starnberger See

## Gremien
Das höchste Entscheidungsgremium der MVHS ist der Aufsichtsrat. Er wählt und kontrolliert die Geschäftsführung, tagt viermal jährlich und beschließt  auch den Haushalt, den die Geschäftsführung aufgestellt hat. Aufsichtsratsvorsitzende ist derzeit die Dritte Bürgermeisterin der Landeshauptstadt München Verena Dietl.
Das Kuratoriums wird von Heimo Liebich geleitet. Zu den Kuratoriumsmitgliedern zählen Charlotte Knobloch und Rudolf Tippelt.
Einige geisteswissenschaftliche Fachgebiete der Münchner Volkshochschule werden von Fachbeiräten unterstützt. Ehrenamtliche Mitglieder sind zum Beispiel: Edgar Grande, Armin Nassehi, Ellen Presser, Sebastian Gäb, Sabine Walper und Elisabeth Tworek.